# Stéphanie Gérard
Stéphanie Gérard est une actrice, comédienne et chanteuse d'ascendance française et mexicaine, née à Mexico en 1993. Elle travaille aujourd'hui principalement à Los Angeles.

## Biographie

### Origine
Stéphanie Gérard est née à Mexico, sa mère est originaire de Monterrey au Mexique, et son père de Cannes en France. Lorsqu'elle a six mois, ses parents déménagent à Kamloops en Colombie britannique où ils résident pendant six ans avant de déménager à nouveau plusieurs fois, puis de se réinstaller à Mexico pendant six ans. Elle a habité en France, en Suisse.Dans chaque endroit où elle a résidé, elle a suivi les cours d'écoles de musique et de professeurs privés.

### Formation
Enfant, elle a chanté dans un chœur d'église. Elle a commencé à apprendre la musique à l'age de cinq ans.Elle a appris dans différentes écoles la danse et le hip-hop, à parler cinq langues (Espagnol, Anglais, Français, Allemand et Italien).
Elle a eu pour professeur de chant Enrique Del Olmo, Alfredo Algarín, Erick Guecha et Roger Love (en).
Elle a été formée au théâtre par Virginia Fabregas, a étudié  un an au Cours Florent et trois ans au Centro de Educación Artística de Televisa à Mexico pendant 3 ans.
Elle a étudié le piano, la guitare et la contrebasse à Academia de Música Fermatta (en) à Mexico, et a suivi les cours de Jorge Guerra, Sadoc García et Gary Nestruk.
Elle a aussi appris le trapèze, la contorsion, et les soies aériennes.

### Carrière
Elle connait ses premiers succès à la télévision, au Mexique grâce à Eugenio Derbez qui la fait jouer dans « Derbez en Cuando » et « La familia Peluche (es) ».
En 2011, elle publie l'album « Singing the Beatles » dont le processus d'autorisation lui vaut de recevoir une lette de féicitation de Paul McCartney pour les arrangements et la voix.

## Militantisme
Stéphanie Gérard  soutient l'ASPCA, la Humane Society, la Société mondiale de protection des animaux, PETA, la California Community Foundation (en),le WWF, la Fondation Leonardo DiCaprio, le NRDC , et Greenpeace.

## Cinéma
| Titre      | Producteurs                                       | Réalisateur                        | Direction artistique | Année/Date   | Editeur/Distributeur | Rôle        |
| ---------- | ------------------------------------------------- | ---------------------------------- | -------------------- | ------------ | -------------------- | ----------- |
| Scorpion 6 | - John Case - Stéphanie Gérard - Jonathan Navarro | - Damian Apunte - Sanjin Malesevic |                      | 2015         |                      | Sarah Green |
| Plan V     | - Candy Alvarado - Jorge Aragón                   | Fez Noriega                        | Eric Arcos Maldonado | 17 août 2018 |                      | Jennifer    |

## Télévision
Dramatiques
| Titre                                          | Série                             | Saison | Episode | Producteurs         | Directeurs                               | Année/Date       | Chaîne   | Rôle   |
| ---------------------------------------------- | --------------------------------- | ------ | ------- | ------------------- | ---------------------------------------- | ---------------- | -------- | ------ |
| Pecado silencioso                              | Mujer, casos de la vida real (es) |        |         | Silvia Pinal        | - Manolo García - Felipe Nájera          | 2001             | Televisa |        |
| Gente bien                                     | Mujer, casos de la vida real      |        |         | Silvia Pinal        | Francisco Franco Alba                    | 2005             | Televisa |        |
| Clandestinidad                                 | Mujer, casos de la vida real      |        |         | Silvia Pinal        | Francisco Franco Alba                    | 2005             | Televisa |        |
| Vestido de novia: Rumbo al altar               | Mujer, casos de la vida real      | 23     | 21      |                     |                                          | 2006             | Televisa |        |
| Vestido de novia: En las buenas y en las malas | Mujer, casos de la vida real      | 23     | 22      |                     |                                          | 2006             | Televisa |        |
| Vestido de novia: Implacable destino           | Mujer, casos de la vida real      | 23     | 23      |                     |                                          | 2006             | Televisa |        |
| Vestido de novia: En el último momento         | Mujer, casos de la vida real      | 23     | 24      |                     |                                          | 2006             | Televisa |        |
| Vestido de novia: Comunión de amor             | Mujer, casos de la vida real      | 23     | 25      |                     |                                          | 2006             | Televisa |        |
| Divino tesoro: Laberintos                      | Mujer, casos de la vida real      | 23     | 36      | Silvia Pinal        |                                          | 2006             | Televisa |        |
| Divino tesoro: Al borde del abismo             | Mujer, casos de la vida real      | 23     | 37      | Silvia Pinal        |                                          | 2006             | Televisa |        |
| Divino tesoro: Frente a frente                 | Mujer, casos de la vida real      | 23     | 38      | Silvia Pinal        |                                          | 2006             | Televisa |        |
| Divino tesoro: Mal de amores                   | Mujer, casos de la vida real      | 23     | 39      | Silvia Pinal        |                                          | 2006             | Televisa |        |
| Divino tesoro: Volver a empezar                | Mujer, casos de la vida real      | 23     | 40      | Silvia Pinal        |                                          | 2006             | Televisa |        |
| Llegaron las posadas: Entre santos peregrinos  | Mujer, casos de la vida real      |        |         | Silvia Pinal        | - Francisco Franco Alba - Fernando Nesme | 31 décembre 2006 | Televisa |        |
| La madrastra                                   |                                   |        |         | Salvador Mejía (es) |                                          | 2005             | Televisa | Maggie |